# Marcet Haldeman

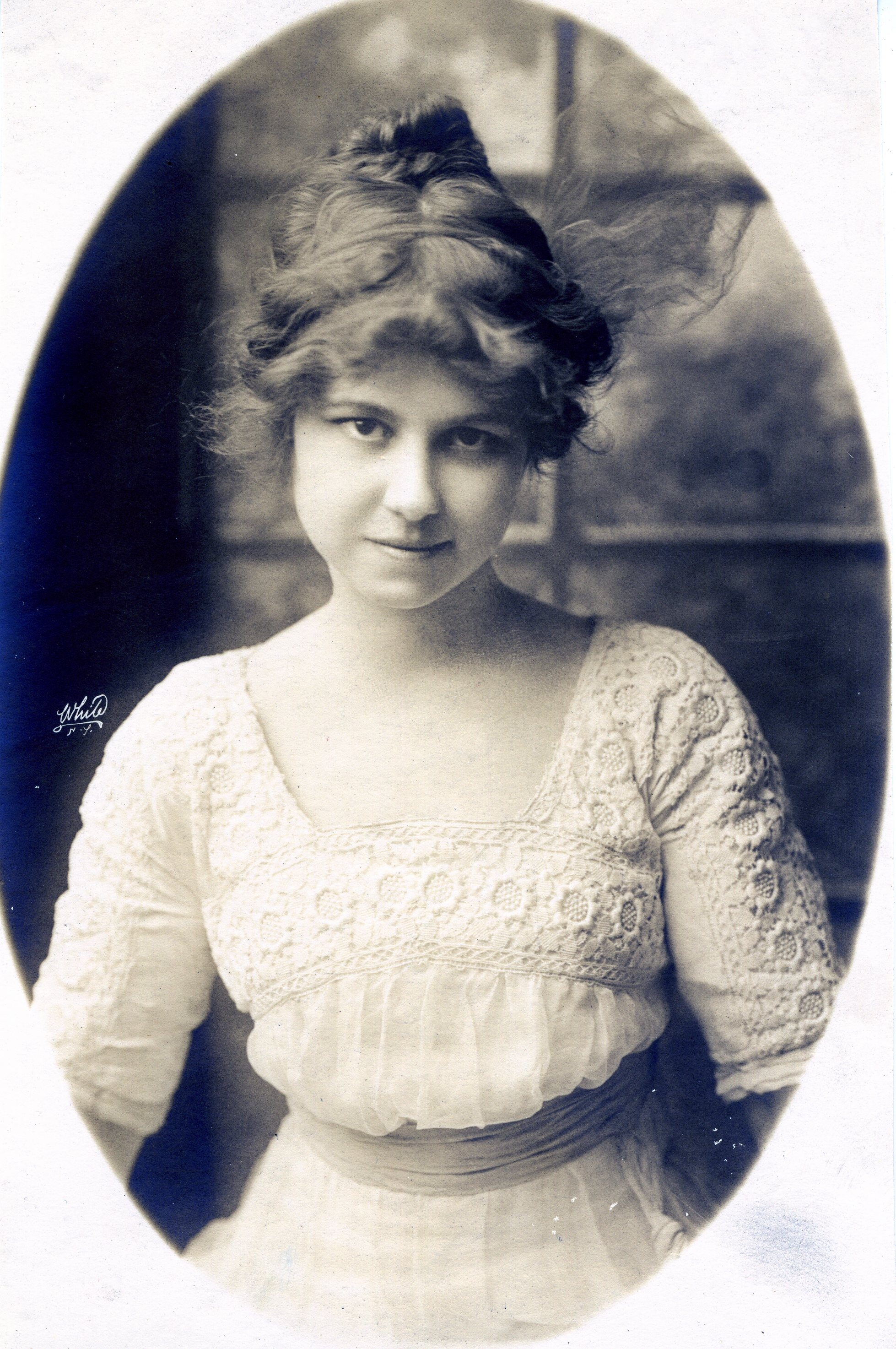
Marcet Haldeman, 1912

Anna Marcet Haldeman (* 18. Juni 1887 in Girard, Kansas, USA; † 13. Februar 1941) war eine US-amerikanische Autorin.
Sie war die Nichte der Reformerin Jane Addams. Ihr Vater Henry Winfield hatte 1884 die erste Bank von Girard gegründet. Als er 1905 starb, übernahm seine Frau Sarah Alice Addams Haldeman den Vorsitz. Marcet verließ Girard, um in New York eine Bühnenkarriere zu beginnen. Als im Jahre 1915 ihre Mutter starb, kehrte sie zurück nach Girard und übernahm den Vorsitz der Bank.
Im gleichen Jahr noch heiratete sie Emanuel Haldeman-Julius. Sie führten zusammen eine Farm, schrieben Kurzgeschichten und Romane und gaben ab 1919 die damals neuartige Buchreihe Little Blue Books heraus. 1941 starb sie an Krebs.